# Месса (музыка)
Месса (лат. missa) в значении музыкального термина чаще всего понимается как жанр церковной многоголосной музыки на ординарные молитвословные тексты католической мессы. Изначально такие мессы сочинялись композиторами для украшения богослужения. Пик развития многоголосной мессы — вторая половина XV — начало XVII веков. В Новое время композиторы, как правило, задумывали мессу сразу как законченное концертное сочинение, вне всякой связи с богослужением.

## Структура мессы
Основной структурой музыкальной мессы является ординарий — неизменяемый текст латинского католического богослужения, который состоит из следующих частей:
- I. Kyrie eleison (греч. Κύριε ελέησον) — Господи, помилуй.
- II. Gloria in excelsis Deo — Слава в вышних Богу
- III. Credo — Верую
- IV. Sanctus — Свят.
- V Benedictus [qui venit in nomine Domini][1] — Благословен
- VI. Agnus Dei — Агнец Божий

Большинство композиторских месс написано на этот текст ординария. В современных реконструкциях композиторских месс позднего Средневековья и Возрождения — в целях придания исполнению подлинного характера — текст ординария зачастую прослаивают песнопениями проприя, оригинальными монодическими или их многоголосными (композиторскими) обработками.
Богослужение, во время которого исполняется музыкальная месса, т.е. все части ординария полностью поются, — Торжественная месса или Высокая месса. Месса, в которой ординарные и проприальные тексты не распеваются, а полностью или частично читаются (декламируются), была названа тихой мессой (лат. missa lecta, нем. Stillmesse и т.п.) или низкой мессой.

## История

### Монодическая месса
Месса в римско-католическом богослужении — центральная по значимости служба. Её музыкальное оформление, как и оформление служб оффиция, сложилось в эпоху центрального Средневековья на основе григорианской монодии (григорианского хорала). 

### Полифоническая (композиторская) месса

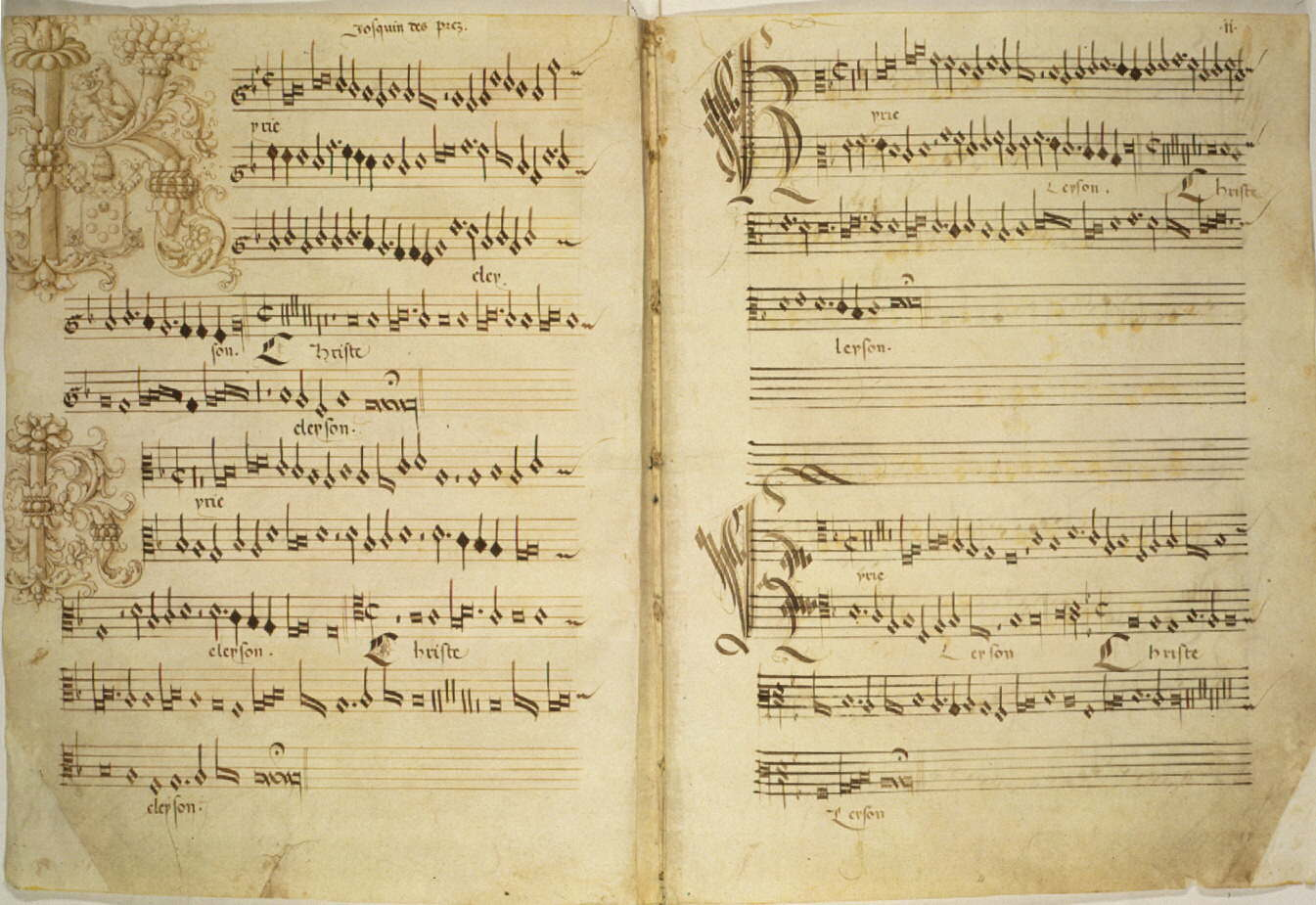
Kyrie из марианской мессы (Missa de Beata Virgine) Жоскена Депре (рукопись)

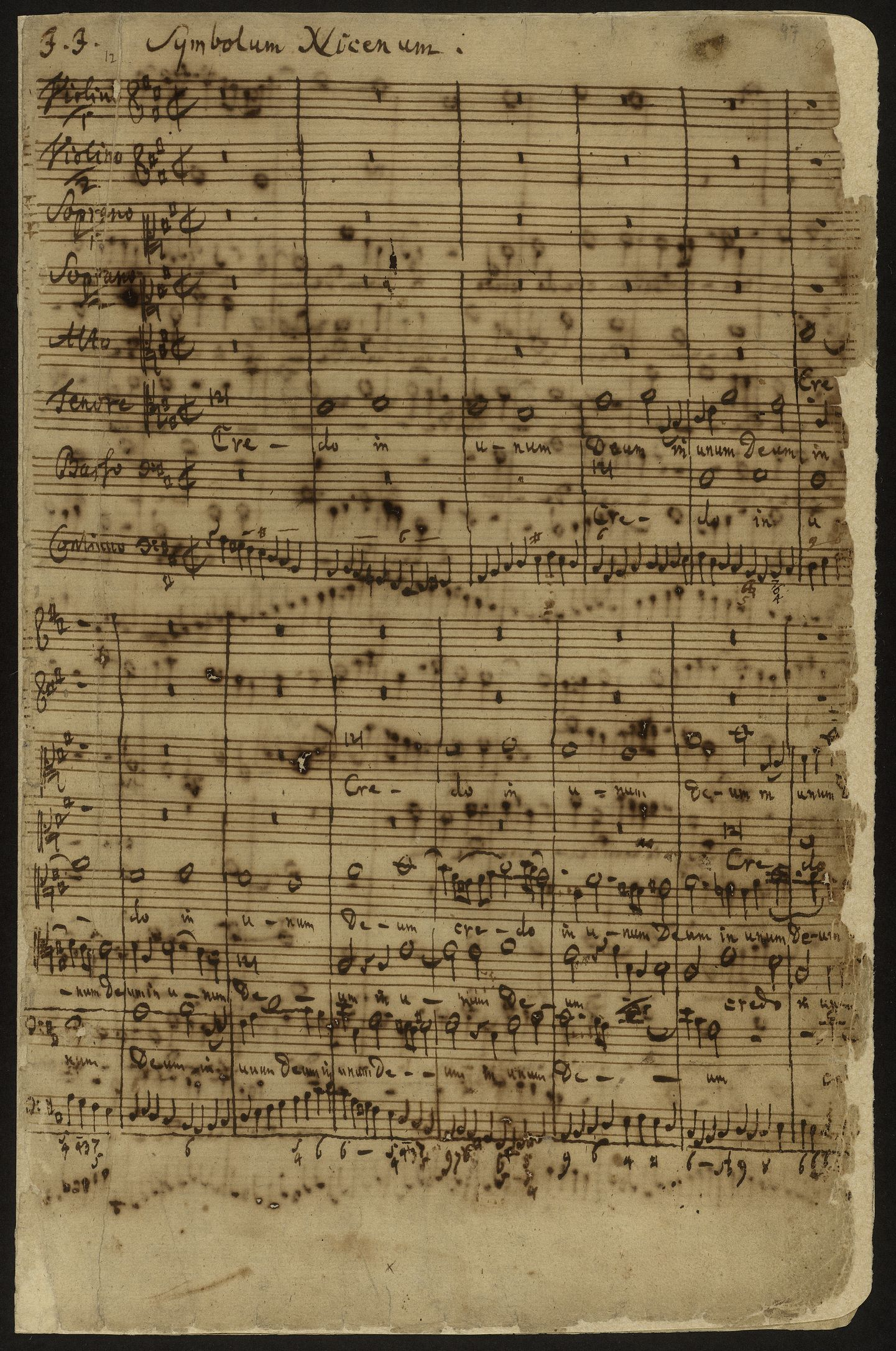
«Credo» из Мессы И.С. Баха (автограф)

Уже с XIV века многоголосные церковно-музыкальные композиции создавались главным образом на основе неизменяемых частей мессы. В позднем средневековье и в эпоху Возрождения Benedictus (входящий в Sanctus) как правило выделялся в самостоятельную часть произведения, при этом и Sanctus и Benedictus завершались возгласом «Осанна» (Osanna I и Osanna II).
Первая авторская месса на полный текст ординария была написана Гийомом де Машо — Месса Нотр-Дам (Messe de Notre Dame) — ок. 1350 года. К концу XIV века произведение на ординарный «цикл» текстов заняло главенствующее положение в иерархии музыкальных жанров. Среди месс этого периода преобладают мессы на cantus firmus. Автором первой мессы на единый cantus firmus для всех частей считается английский композитор Джон Данстейбл, а вершиной развития таких месс было творчество Жоскена Депре (ок. 20 месс), который также был одним из первых, кто использовал приём пародии.
В XVI веке заимствованная музыка в мессе перемешивалась с сочинённой заново; такая разновидность композиторской мессы именуется мессой-пародией. Среди авторов таких месс Палестрина и Лассо. Тогда же получили распространение иные типы — каноническая месса и месса-парафраза, основанные на свободном использовании григорианских напевов. В XV—XVI веках сложилась и так называемая органная месса, где вокальные части чередуются с инструментальными интерлюдиями, исполняемыми на органе. Позднее органные мессы предполагали солирующую роль органа в сопровождении, но есть также органные мессы, где вокальные части вовсе заменены органными обработками.
В XVII—XVIII веках было усилено концертное начало: расширилась роль сопровождающего пение оркестра, появились облигатные инструментальные партии, исполнение некоторых фрагментов поручалось солирующим голосам, в итоге сложилась т.н. месса-кантата, в которой отдельные части мессы, в основном длинные Gloria и Credo делятся на несколько частей.
В эпоху венских классиков важную роль отвели различным симфоническим методам развития, а в эпоху романтизма большое внимание уделялось оркестровке. Мессы сочинялись также на протяжении XX века, основываясь как на традициях, так и на новых течениях в музыке. Такие сочинения, как мессы И.Ф.Стравинского, Л.Бернстайна, А.Пярта, К.Дженкинса имеют весьма отдалённое отношение (а в ряде случаев и вовсе никакого отношения) к богослужению.
Некоторые композиторы не писали мессы целиком, а писали кантату на один из ординарных текстов мессы. Из наиболее известных — Kyrie соль минор RV 587, Gloria RV 589 и Credo ми минор RV 591 Антонио Вивальди, Gloria FP 177 Франсиса Пуленка.

### Современная история
В 1996 году шведским композитором Фредриком Сикстеном была написана «Месса в стиле джаз», на шведском языке, которая в 1998 году была исполнена на богослужении в шведской церкви в Венерсборге. Видеозапись мессы была показана на шведском телевидении и получила много положительных отзывов в прессе.
В 2006 году в Евангелическо-лютеранской церкви Финляндии была впервые совершена месса под аккомпанемент тяжёлой металлической музыки, подобные богослужения получили название Металлическая месса (фин. Metallimessu) и стали проводиться в разных финских церквях, собирая массы людей.

## Состав исполнителей
Состав исполнителей мессы долгое время определялся эпохой, предписанными церковным руководством (заказчиком) указаниями, канонами и традициями, но мог быть и по желанию самого композитора, поэтому мессы по своему составу весьма разнообразны. До XIX века мессы писались исключительно для мужчин, высокие партии в которых исполнялись мальчиками (дискант, альт) или мужчинами-контратенорами, а также кастратами, что важно учитывать при аутентичном исполнении.
Основные хоровые составы:
- Мужской хор
- Хор мальчиков, юношей и мужчин
- Смешанный хор
- Детский хор

Дополняющие разновидности:
- А капелла (в т.ч. мессы Григорианского пения)
- Струнное, оркестровое и/или органное сопровождение
  - дублирующее хоровое многоголосие по партитуре
  - гармонирующий аккомпанемент одноголосному пению
  - отдельные партии для инструментов
- Два хора
- Вокальные и/или инструментальные солисты

## Типы месс
- Месса на cantus firmus
- Месса-пародия (на основе мотетов, шансон, мадригалов и др.)
- Каноническая месса
- Месса-парафраза
- Органная месса
- Заупокойная месса (Реквием)
- Вотивная месса
- Металлическая месса

## Известные мессы
Примечание. Заупокойные мессы (реквиемы) см. в отдельной статье
- Гийом де Машо — «Месса Нотр-Дам» («Messe de Notre Dame», ок. 1350)
- Гийом Дюфаи. Месса «Se la face ay pale» (ок. 1450)
- Жоскен Депре. Две мессы на тему «L’homme armé» и др. (конец XV века)
- Йоханнес Окегем. Месса пролаций (Missa prolationum), Месса любого тона (Missa cujusvis toni), Месса «Mi-mi»
- Палестрина. Месса папы Марчелло (1555)
- Клаудио Монтеверди. Месса «In illo tempore»
- Ян Дисмас Зеленка — Missa Dei Patris ZWV 19 (Месса Бога-Отца) для хора, солистов и оркестра
- Иоганн Себастьян Бах — Высокая месса си минор BWV 232 для солистов, хора и оркестра (1749)
- Йозеф Гайдн написал 14 месс, в том числе
  - Missa brevis (ок. 1750, Hob.XXII:1)
  - Missa in honorem Beatissimae Virginis Mariae, «Большая органная месса» (1770) для хора, солистов, органа и оркестра
  - Missa brevis Sancti Johannis de Deo, «Малая органная месса» (ок. 1778, Hob.XXII:7) для хора, солистов, органа и оркестра
  - Missa Cellensis, «Мариацельская месса» (1782
  - Missa in angustiis, «Нельсон-месса» (1798)
- В.А. Моцарт. Большая месса
- Людвиг ван Бетховен — Торжественная месса для трёх солистов (сопрано, тенор, бас), хора и оркестра (1824)
- Гектор Берлиоз — Торжественная месса для трёх солистов (сопрано, тенор, бас), хора и оркестра (1824)
- Ференц Лист — Гранская месса для солистов, хора, оркестра и органа (1855)
- Джоаккино Россини. Маленькая торжественная месса
- Джакомо Пуччини — Месса для четырёхголосного хора и оркестра (1880)
- Леош Яначек — Глаголическая месса, с текстом на церковнославянском языке (1926)
- И.Ф. Стравинский. Месса (1948)
- Леонард Бернстайн. Месса (1971)
- Арво Пярт. Силлабическая месса (1977)
- Карл Дженкинс. Месса мира (1999)